# Acanthermia atomosa
Acanthermia atomosa là một loài bướm đêm trong họ Noctuidae.